# Tilly Feiner
Mathilde „Tilly“ Feiner (ab 1918 auch Tilly Feiner-Geppert; geboren 18. Juli 1890 in Wien, Österreich-Ungarn; gestorben vermutlich im Juli 1942 im Vernichtungslager Auschwitz) war eine österreichische Sängerin, Bühnen- und Filmschauspielerin in Deutschland.

## Leben und Wirken
Mathilde Feiner, Tochter des Handelsmannes Jakob Abraham Feiner und seiner Frau Hudes, geb. Woreczyk, sowie jüngere Schwester von Hermann Feiner, begann ihre Bühnenlaufbahn 1911 am Hamburger Carl-Schultze-Theater, wo sie den Berufskollegen Carl Geppert kennenlernte, der 1918 ihr Ehemann werden sollte. 1916 wechselte sie für eine Spielzeit an das Neue Operetten-Theater der Hansestadt und wurde auch hier wie nach ihrer Rückkehr ans Carl-Schultze-Theater als Soubrette in Lustspielen und Operetten wie beispielsweise Der liebe Augustin, Autoliebchen, Filmzauber und Drei alte Schachteln eingesetzt. Nebenbei gab sie 1917 in einer Hamburger Filmproduktion über den österreichischen Komponisten Franz Schubert ihren Einstand vor der Kamera. Nach ihrer Heirat band sich die Wienerin kaum mehr fest an ein Haus, sondern ging als gastierende Künstlerin auf Tourneen. Außerdem sah man sie zu Beginn der 1920er Jahre in einigen Filmen, darunter die Märchenadaption Tischlein deck dich, Eselein streck dich, Knüppel aus dem Sack und Das sonnige Märchen vom Glück, wo sie ihren Mann Carl Geppert zum Partner hatte.
In späteren Jahren konnte man Tilly Feiner auch mit ihrem Gatten in Rundfunkübertragungen hören. 1933 musste die Sängerin und Schauspielerin aus Furcht vor nazistischen Repressionen wegen ihres jüdischen Familienhintergrunds Deutschland verlassen. Das Ehepaar ließ sich in Carl Gepperts böhmischer Heimat nieder, wo beide in Althabendorf im Bezirk Reichenberg die Gaststätte „Herrenhaus“ betrieben. „Herrenhaus“-Besucher und Ex-Kollege Paul Morgan nannte das von zahlreichen Scherzeinrichtungen, Gimmicks und lustigen Einfällen bestimmte Etablissement in seinem Tagebucheintrag amüsiert „Das Lach-Hotel“. Hier trat Feiner, in deutlich bescheidenerem Rahmen, auch in Theater- und Operettenaufführungen auf. Noch im Mai 1937 waren Tilly Feiner-Geppert und Carl Geppert am Theater von Reichenberg zu sehen. Nachdem Geppert noch im selben Jahr gestorben war, musste seine Gattin mehrmals den Wohnort wechseln und lebte zuletzt in Reichenberg, von wo sie am 13. Juli 1942 von den Nationalsozialisten in das Vernichtungslager Auschwitz deportiert und dort ermordet wurde.

## Filmografie
- 1917: Franz Schubert
- 1921: Tischlein deck dich, Eselein streck dich, Knüppel aus dem Sack
- 1922: Am Brunnen vor dem Tore
- 1924: Das sonnige Märchen vom Glück